# Ферхоуп (Алабама)
Ферхоуп (енгл. Fairhope) град је у америчкој савезној држави Алабама. По попису становништва из 2010. у њему је живело 15.326 становника.

## Демографија
Према попису становништва из 2010. у граду је живело 15.326 становника, што је 2.846 (22,8%) становника више него 2000. године.
| Група             | 2000.          | 2010.          |
| Белци             | 11.176 (89,6%) | 13.689 (89,3%) |
| Афроамериканци    | 972 (7,8%)     | 955 (6,2%)     |
| Азијати           | 77 (0,6%)      | 110 (0,7%)     |
| Хиспаноамериканци | 130 (1,0%)     | 432 (2,8%)     |
| Укупно            | 12.480         | 15.326         |